# Peter Rennert
Peter Rennert (Great Neck, 26 dicembre 1958) è un ex tennista statunitense.

## Carriera
In carriera ha vinto 2 titoli di doppio, il Queen's Club Championships e l'Australian Indoor Championships nel 1982, entrambi in coppia con John McEnroe. Nei tornei del Grande Slam ha ottenuto il suo miglior risultato raggiungendo le semifinali di doppio agli Australian Open nel 1982, in coppia con il connazionale Ferdi Taygan.

## Statistiche

### Doppio

#### Vittorie (2)
| Numero | Anno            | Torneo                                  | Superficie | Compagno     | Avversari in finale         | Punteggio |
| 1.     | 13 giugno 1982  | Queen's Club Championships, Londra      | Erba       | John McEnroe | Victor Amaya Hank Pfister   | 7-6, 7-5  |
| 2.     | 16 ottobre 1982 | Australian Indoor Championships, Sydney | Cemento    | John McEnroe | Steve Denton Mark Edmondson | 6-3, 7-6  |

### Doppio

#### Finali perse (4)
| Numero | Anno            | Torneo                                     | Superficie | Compagno       | Avversari in finale             | Punteggio     |
| 1.     | 13 luglio 1980  | Hall of Fame Tennis Championships, Newport | Erba       | Fritz Buehning | Andrew Pattison Butch Walts     | 6-7, 4-6      |
| 2.     | 29 marzo 1981   | Milan Indoor, Milano                       | Sintetico  | John McEnroe   | Brian Gottfried Raúl Ramírez    | 6-7, 3-6      |
| 3.     | 31 ottobre 1982 | Tokyo Indoor, Tokyo                        | Sintetico  | John McEnroe   | Tim Gullikson Tom Gullikson     | 4-6, 6-3, 6-7 |
| 4.     | 16 ottobre 1983 | Australian Indoor Championships, Sydney    | Cemento    | John McEnroe   | Mark Edmondson Sherwood Stewart | 2-6, 4-6      |